# Lys-Saint-Georges
Lys-Saint-Georges là một xã ở tỉnh Indre khu vực trung bộ Pháp. Xã này có diện tích 12,98 km², dân số thời điểm năm 1999 là 213 người. Khu vực này có độ cao trung bình 220 mét trên mực nước biển.
Sông Bouzanne tạo thành ranh giới phía tây của thị trấn.